# Xueiv
Pour plus de détails, voir Fiche technique et Distribution.
Xueiv est un film français réalisé par Patrick Brunie et sorti en 1984.

## Synopsis
D'un côté il y a les vieux. « C’est moche, ça pue ». Disent les enfants. De l'autre, il y a Xueiv. Sans queue ni tête. « Est-ce le printemps qui va vers l'automne où l'automne vers le printemps ? »  … 
D’un côté, il y a le temps. Et à l'autre bout du temps, la mort. Entre les deux, il y a la vie. Le travail, la jeunesse oubliée, la fatigue, les espoirs déçus. Les rides. Et, juste avant la fin, peut-être, l'asile. Où la solitude. 
Aux croisées des fenêtres aux murs délabrés, toutes les vieilles femmes s'appellent Juliette. Elles ne croient plus les Roméo-fantoches, lutins-verts pleins d'affection, qui leur déclarent : « Je t'aime ! ». Elles écrasent une larme devant la statue d'albâtre aux formes parfaites qu'elles n'ont jamais eu … Elle se serrent frileusement contre un vieux poupon : leur dernier compagnon.
Là-bas, on fait la fête. Où la mascarade. « La vie est une fête. Une fête sans moi » …
Xueiv ne se résume pas, ne se réduit pas à une histoire. Sinon celle de la vie. Le devenir n'existe pas. Il n'est que le vieillir. Le travail en usine a usé l'existence …

## Fiche technique
- Titre : Xueiv
- Réalisation : Patrick Brunie
- Scénario : Alain Aurenche et Patrick Brunie
- Photographie : Guy Chabanis et Philippe Tabarly
- Son : Jean-Marcel Milan
- Montage : Arnaud Boland
- Musique : Richard Cuvillier
- Production : La Boîte à Images
- Pays :  France
- Genre : documentaire
- Durée : 105 minutes
- Date de sortie : France - 1984

## Distribution
- Brigitte Fossey
- Rufus
- Albert Delpy
- Michel Peyrelon